# Die Schweiz in römischer Zeit

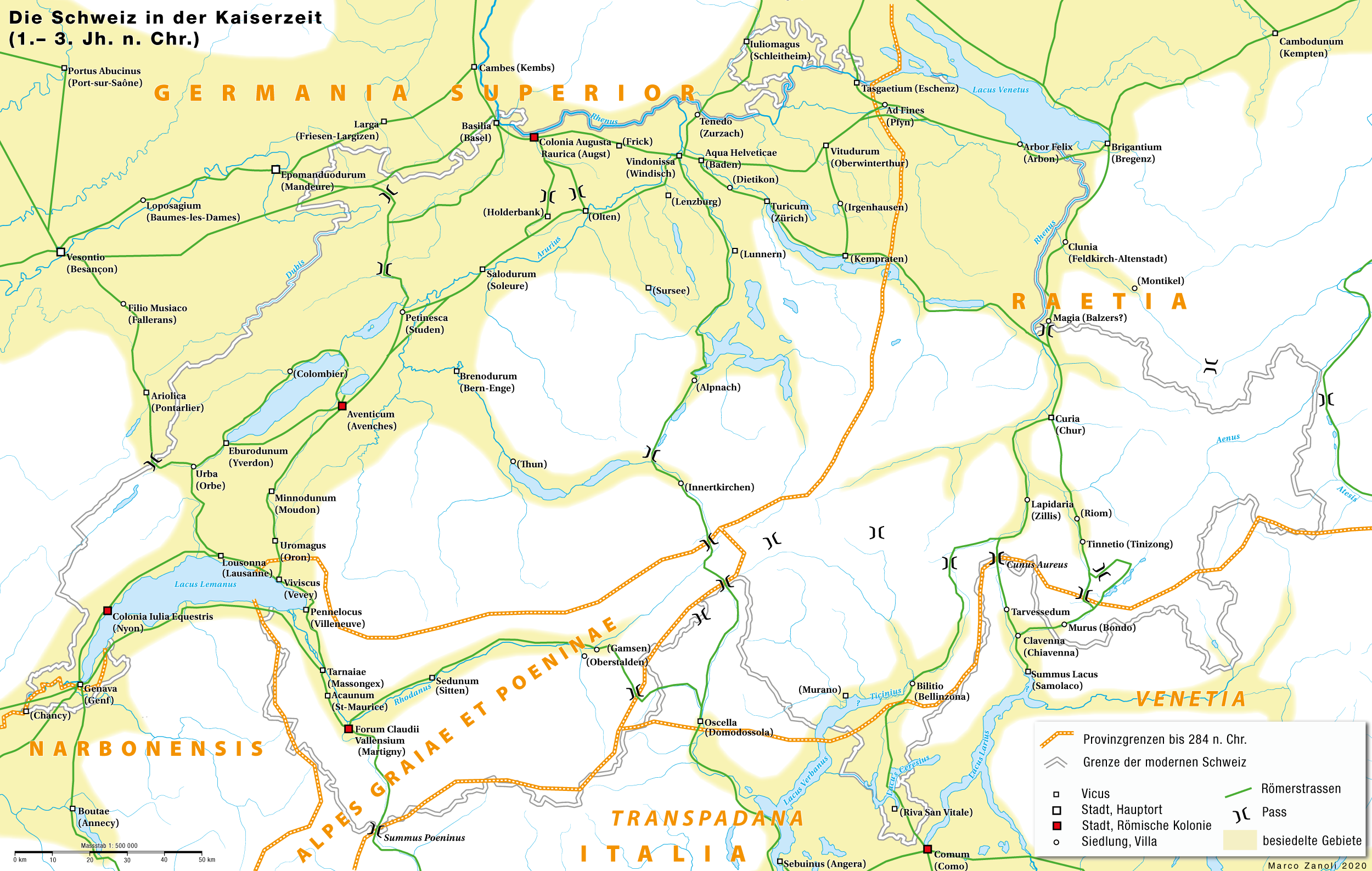
Die Schweiz in römischer Zeit

Die Geschichte der Schweiz in römischer Zeit spielt sich zwischen dem 1. Jahrhundert v. Chr. und dem 5. Jahrhundert n. Chr. ab. Das Gebiet der heutigen Schweiz wurde zwischen dem 1. Jahrhundert v. Chr. und dem ersten Jahrzehnt n. Chr. schrittweise ins römische Reich eingegliedert. Die römische Herrschaft über die Gebiete nördlich der Alpen – und damit auch über die Schweiz – endete im Jahre 401 n. Chr. Römische Strukturen überdauerten das Ende der römischen Herrschaft in Teilen der Schweiz jedoch bis ins Frühmittelalter. Die Besiedelung durch die Römer wurde durch das sogenannte Klimaoptimum der Römerzeit begünstigt.

## Eingliederung Helvetiens ins Römische Reich

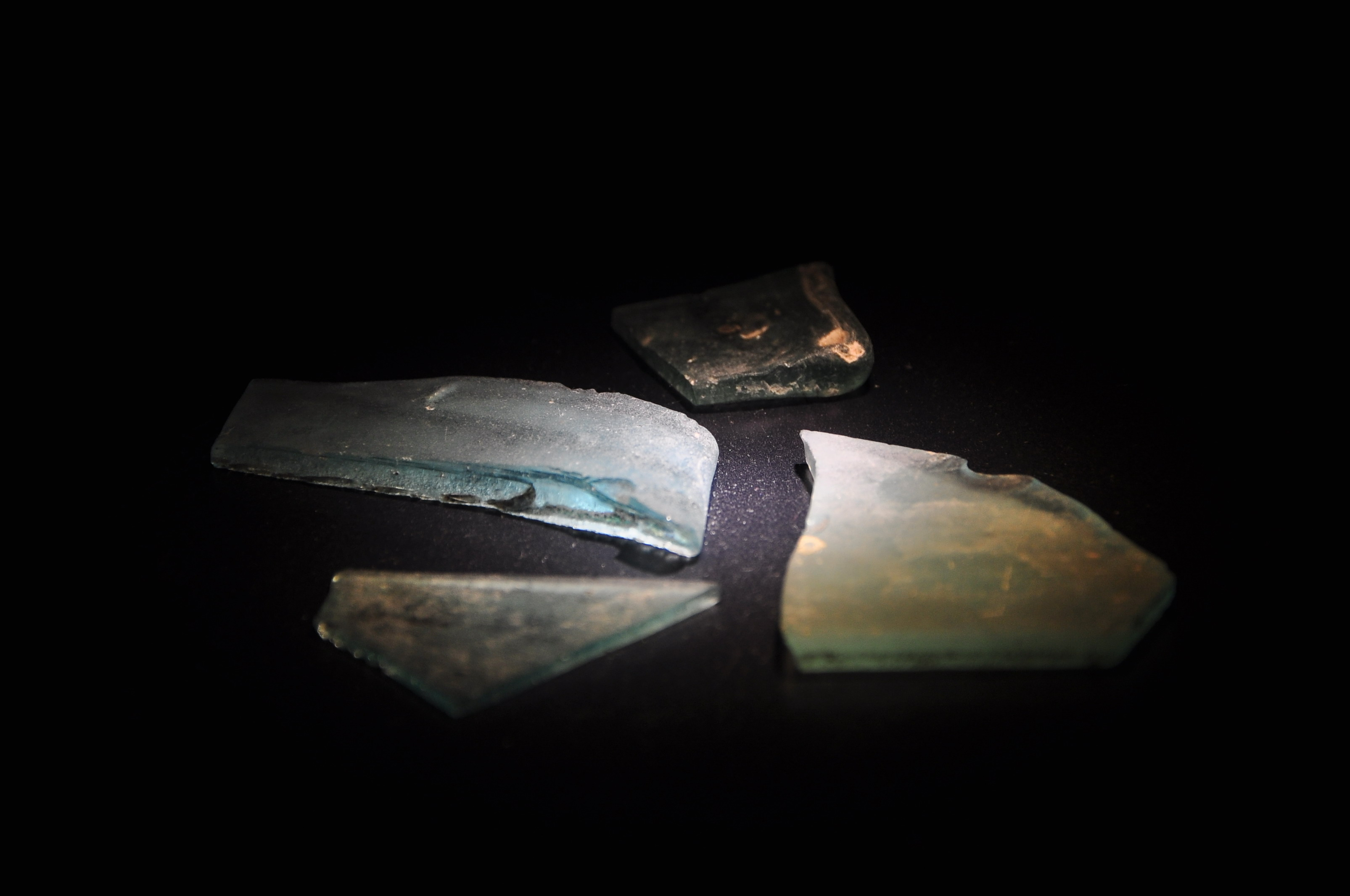
Fundort Thermengasse im römischen vicus Turicum (Zürich): Reste von Fensterglas aus den Thermen.

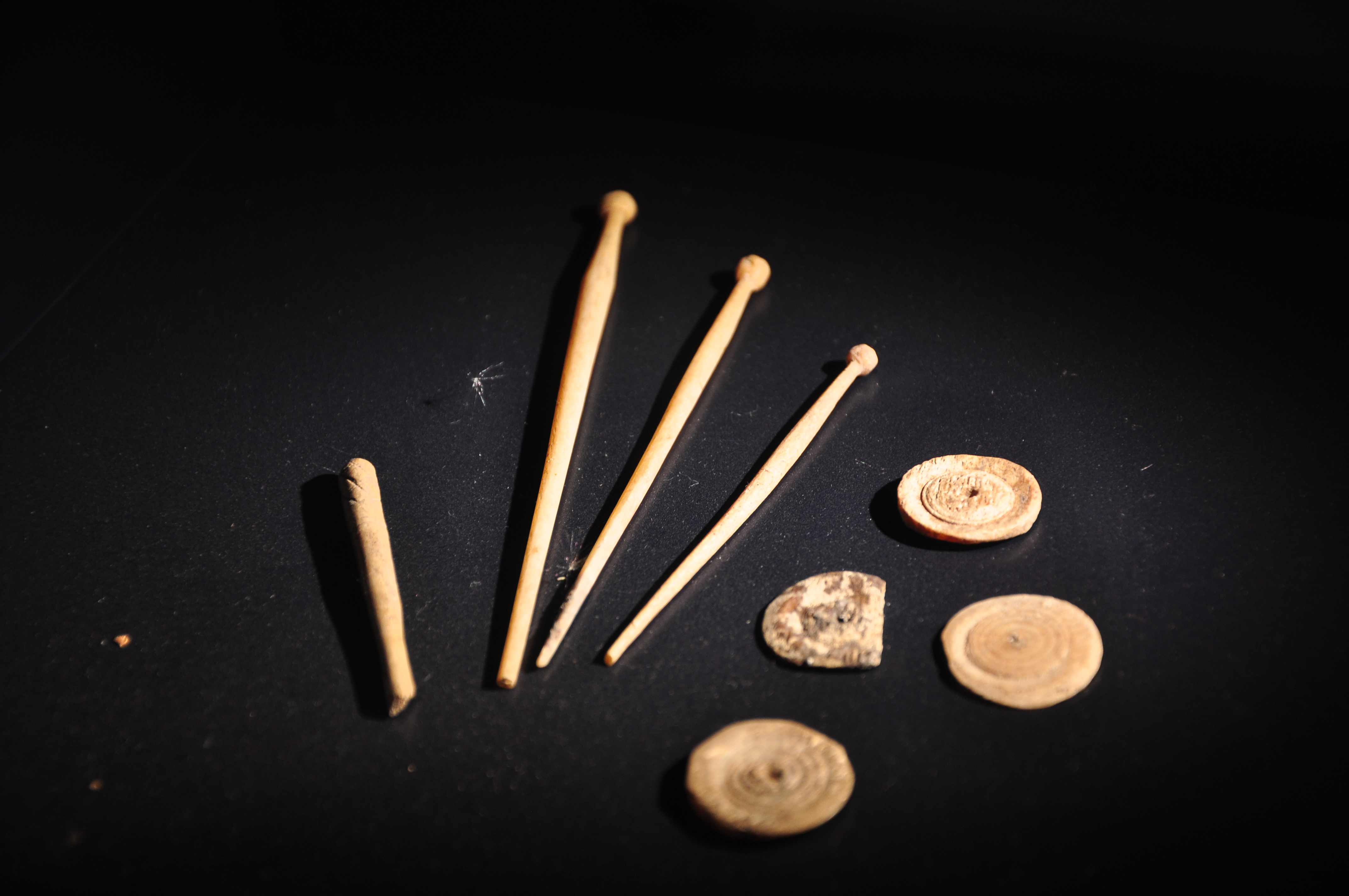
Schreibgriffel (?), Haarnadeln und Spielsteine aus Bein aus dem römischen vicus Turicum

Die Eroberung des heutigen Schweizer Raumes durch das Römische Reich begann mit der Unterwerfung des südlichen Tessin. Das dortige Territorium der Insubrer wurde 197–194 v. Chr. ins Römische Reich eingegliedert. Kurz vor dem Gallischen Krieg wurde auch das Gebiet der Allobroger mit Genava (Genf) Teil der Provinz Gallia Narbonensis.
Den Berichten des römischen Feldherrn Gaius Iulius Caesar zufolge wollten die Helvetier im 1. Jahrhundert v. Chr. aus dem Gebiet des heutigen Schweizer Mittellands ins Rhonetal auswandern. Der römische Staat und andere gallische Stämme sahen sich dadurch bedroht, weshalb Caesar die Helvetier in der Schlacht bei Bibracte mit Gewalt an der Auswanderung hinderte und ins Mittelland zurückschickte. Bis ins 1. Jahrhundert v. Chr. wurde danach das gesamte Gebiet der heutigen Schweiz schrittweise ins Römische Reich integriert. Im Mittelland wurden zur Sicherung der römischen Herrschaft zahlreiche römische Kolonien angelegt, die Sicherung der Rheingrenze und die Unterwerfung der Alpenvölker im Wallis und in Graubünden erfolgte spätestens bis zum Ende der Regierungszeit des Augustus (31 v. Chr.–14 n. Chr.). Damit wurden die strategisch wichtigen Alpenpässe gesichert. 
Mit den Römern wurde das bis anhin auf dem Gebiet der heutigen Schweiz gesprochene Gallisch immer mehr durch das Lateinisch abgelöst.

## Römische Strukturen in der heutigen Schweiz

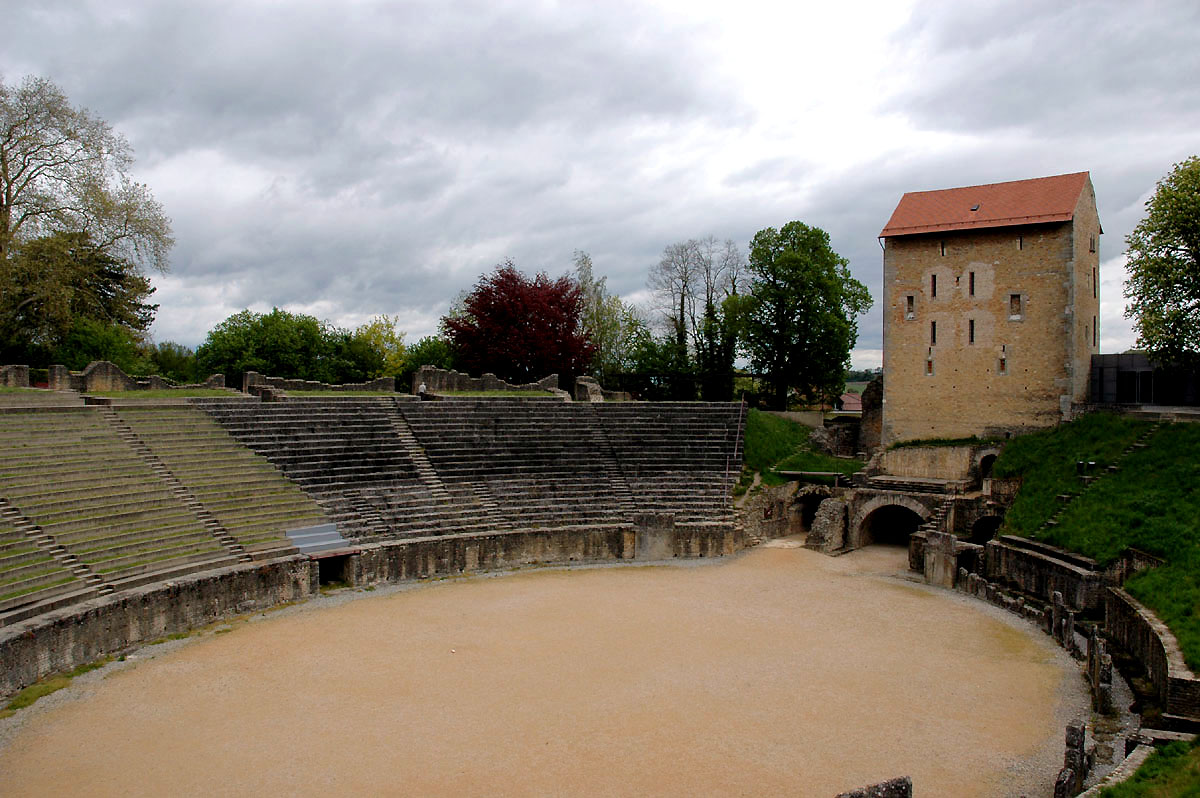
Die Ruinen des römischen Amphitheaters von Aventicum

Der grösste Teil der heutigen Schweiz war während der Kaiserzeit der römischen Provinz Germania superior zugeteilt. Die Ostschweiz, Wallis und Graubünden gehörten zur Provinz Raetia, Teile des Tessins schliesslich zur Provinz Gallia Transpadana. Unter Kaiser Claudius wurde das Wallis um 43 n. Chr. von Raetien abgetrennt und zur Provinz Alpes Poeninae erklärt, weil der Grosse St. Bernhard zwischen Aosta und Octodurum (Martigny) – in den Rang einer Reichsstrasse erhoben wurde.
Seit 17 n. Chr. wurde der südliche Heeresabschnitt der Rheingrenze durch das Legionslager Vindonissa (Windisch AG) im Kanton Aargau verteidigt, das auch ein wichtiger Strassenknotenpunkt wurde. Als die Grenze durch den Bau des Limes nach Norden verlegt wurde, verlor Vindonissa ab 101 n. Chr. an Bedeutung. Erst in der Spätantike wurde das Lager wieder belebt. Die Grenze der Provinzen Raetia und Germania superior verlief vom Bodensee über den Walensee und das Berner Oberland zum Genfersee. Zentren der römischen Schweiz waren die alte helvetische Hauptstadt Aventicum (Avenches) sowie die römischen Kolonien Julia Equestris (Nyon), Augusta Raurica und Forum Claudii Vallensium (Martigny). Die rechtliche Besserstellung der Kolonien bewog viele römische Bürger sich in Helvetien anzusiedeln.
Bis 260 n. Chr. erlebte die römische Schweiz einen wirtschaftlichen und kulturellen Aufschwung. Die Akkulturation zwischen der keltischen Tradition und den neuen mediterranen Einflüssen erfolgte konfliktfrei. Durch die Urbanisierung und den Bau vieler Strassen verbreiteten sich auch neue Ideen und Lebensgewohnheiten, wie zum Beispiel die vielen Badeanlagen, die man selbst in den kleinen vici (Dörfern) errichtete. Der vicus Lousonna (Lausanne) beispielsweise verdankte seine Bedeutung nicht dem politischen Rang, sondern einzig und allein dem wirtschaftlichen Wohlstand. Weitere ausgegrabene vici waren Aquae Helveticae (Baden AG) und Lenzburg, Bern-Engehalbinsel, Turicum (Zürich) und Vitudurum (Winterthur). Namentlich bekannte vici sind Viviscus (Vevey), Uromagus (Oron-la-Ville), Pennelocus (Villeneuve) und Tasgetium (Eschenz). Entlang der wichtigen Strassenverbindungen entstanden zahlreiche Gutshöfe, wie z. B. der Römische Gutshof in Neftenbach. Nach Schätzungen von Archäologen existieren allein im Kanton Zürich ca. 120 römische Gutshöfe. Viele dieser Bauten wurden zu ihrem Schutz bisher nicht ausgegraben.
In der Spätantike wurde die Schweiz wieder zum Grenzgebiet. Bei der Reorganisation der römischen Provinzen im 3. Jahrhundert durch Kaiser Diokletian wurde die Nordschweiz der neuen Provinz Maxima Sequanorum zugeteilt und entlang des Rheins eine dichte Kette von befestigten Städten, Kastellen und Wachtürmen angelegt (Donau-Iller-Rhein-Limes). Nach dem Einfall der Goten ins Weströmische Reich wurden im Jahr 401 alle römischen Truppen zum Schutz Italiens aus den Gebieten nördlich der Alpen zurückgezogen. Die Herrschaft über die Westschweiz ging an das Reich der Burgunden über, die Zentral- und Ostschweiz wurde von den Alamannen kontrolliert und besiedelt, während die Alpengebiete noch weiter in der Hand gallo-romanischer Lokalherrscher verblieben; zum Beispiel in der der Bischöfe von Chur oder des Bistums Sitten.

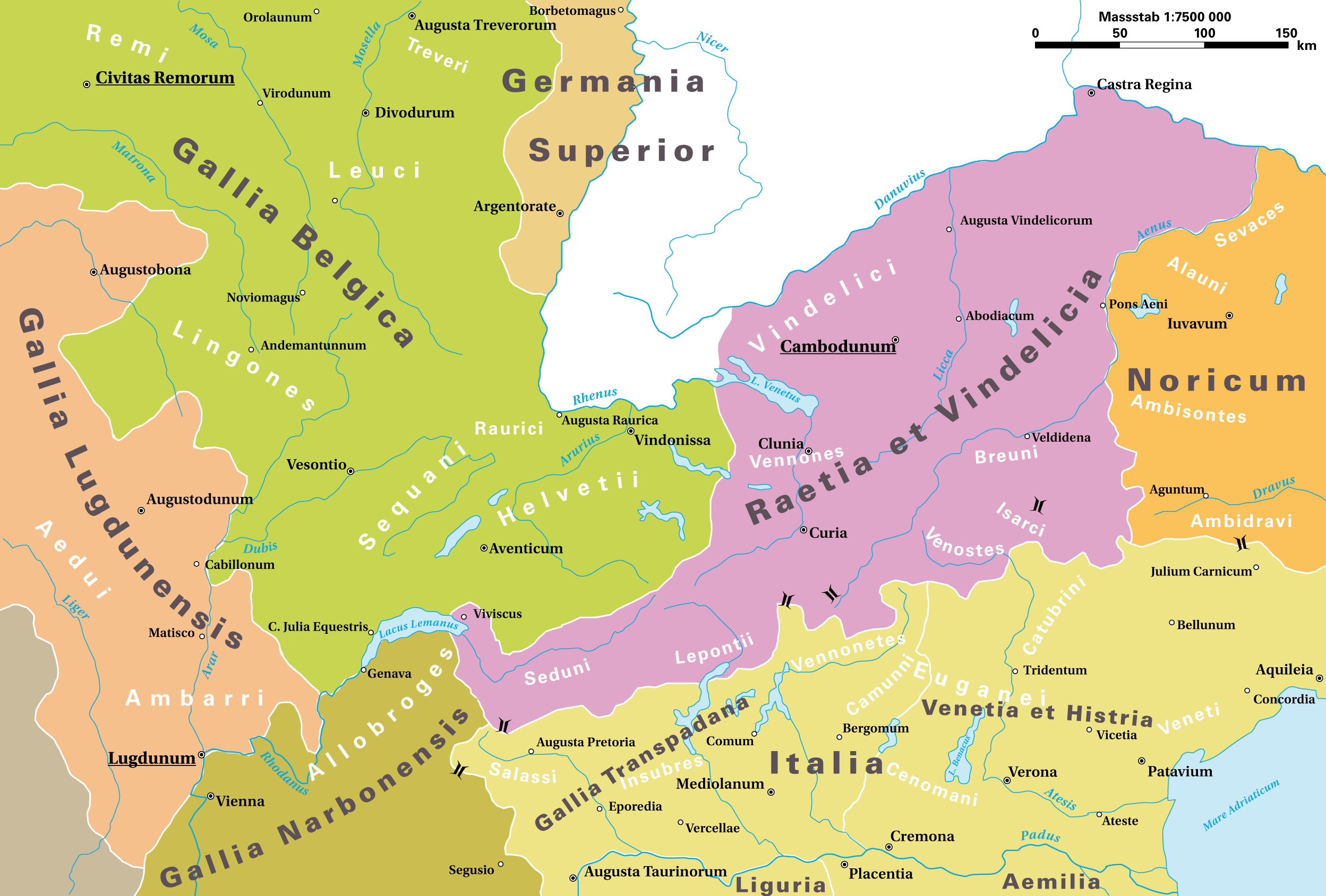
Die römischen Provinzen im Alpenraum nach dem Tod des Augustus 14 n. Chr.
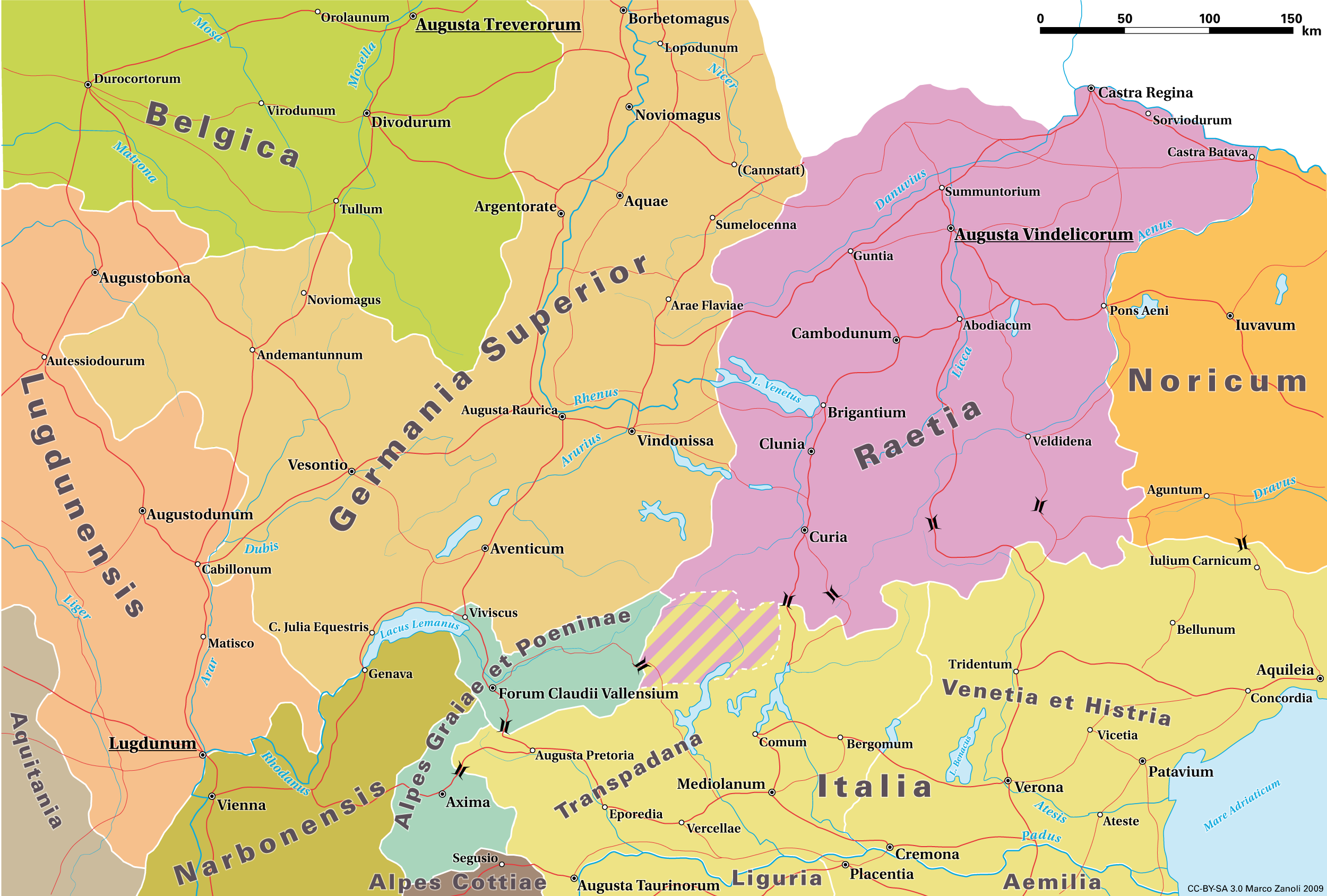
Die römischen Provinzen im Alpenraum und das römische Strassennetz ca. 150 n. Chr.
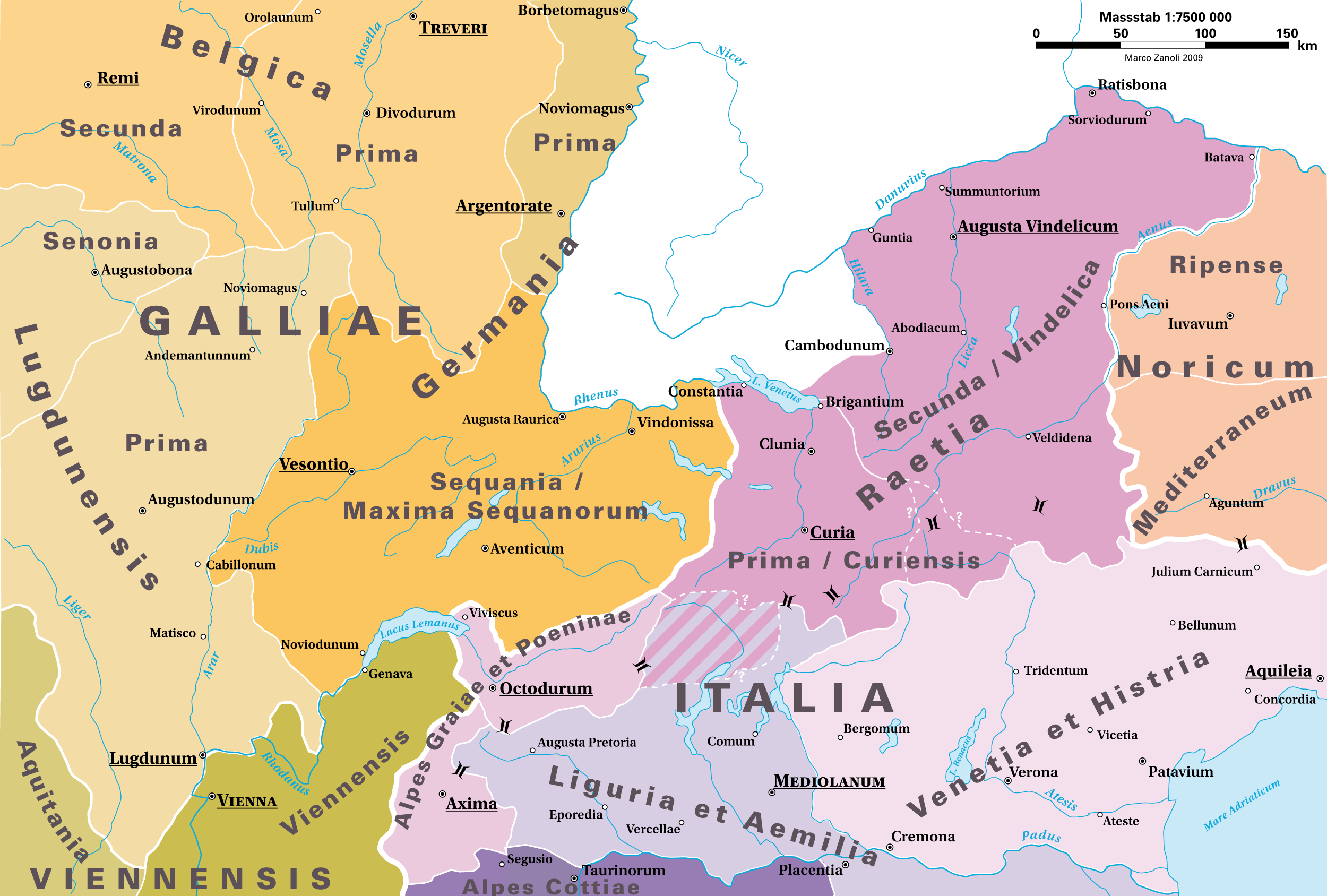
Die Römischen Provinzen und Diözesen im Alpenraum um 395 n. Chr.

## Christianisierung in der Spätantike

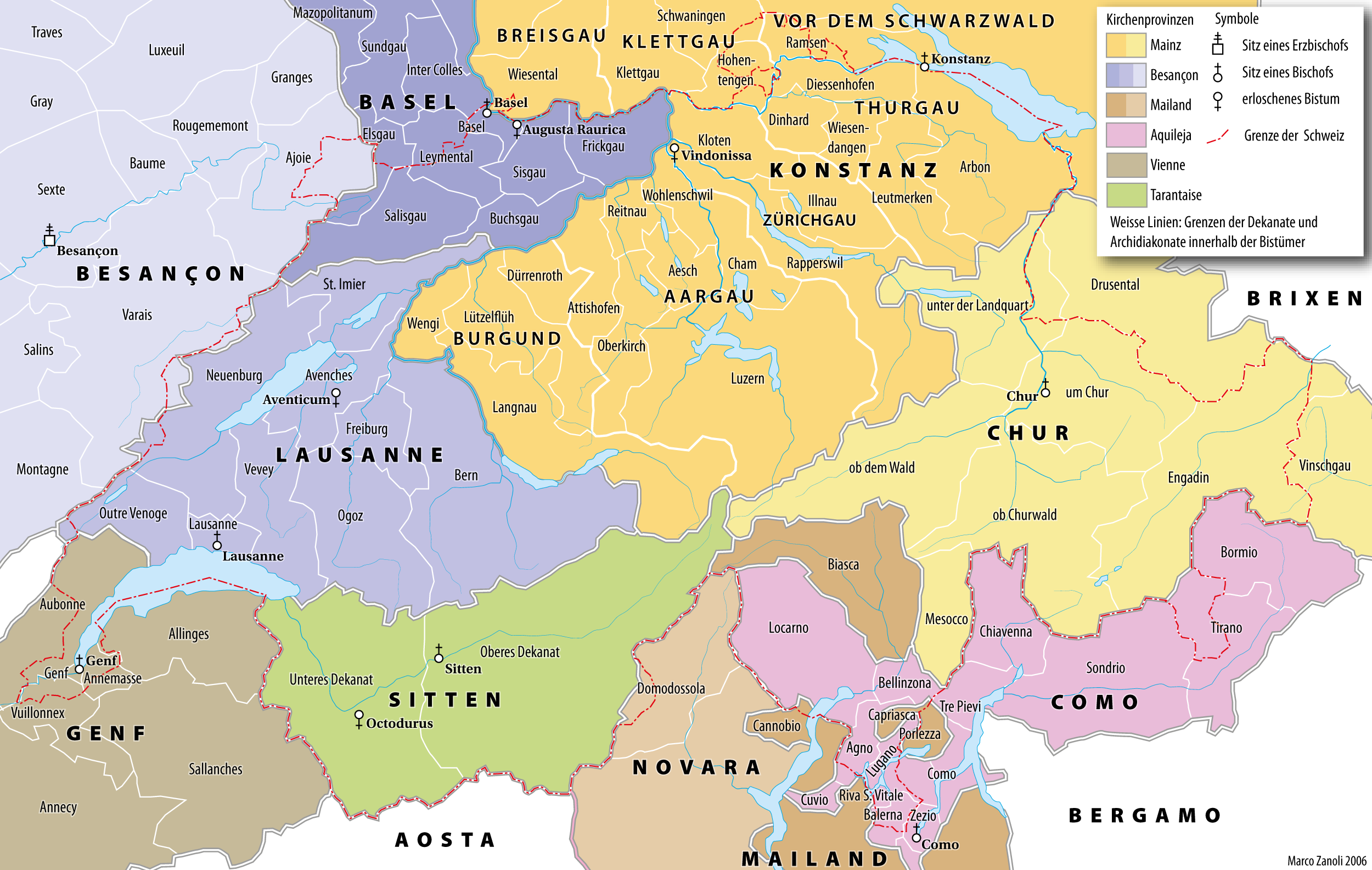
Die historische kirchliche Einteilung der Schweiz

Das Auftreten des Christentums ist in der Schweiz ab dem 3. Jahrhundert nachgewiesen. Es verbreitete sich entlang der römischen Strukturen, d. h. in den alten römischen Städten und entlang der römischen Handelswege. Dort traf es auf die antiken religiösen Traditionen der Kelten, der Römer und unterschiedlicher religiöser Strömungen, die aus dem Vorderen Orient kommend im Imperium Romanum Fuss gefasst hatten, z. B. der Mithras-Kult oder die Verehrung der Isis bzw. der Alma Mater.
Die anfänglichen Schwerpunkte lagen dabei in der heutigen Westschweiz. So verbreitete sich etwa die Legende des Martyriums der Thebäischen Legion von Martigny über Saint-Maurice (Mauritius), Solothurn (Ursus und Victor) bis nach Zürich (Felix und Regula).
Durch die Mailänder Vereinbarung von 313 wurden die Christen im römischen Reich toleriert und das Christentum 380 unter Theodosius I. zur Staatsreligion erklärt.
Als Folge davon entstanden in Genf, Martigny, Avenches, Augusta Raurica, Chur und Vindonissa Kirchen und Bischofssitze. In Genf und Martigny gibt es Überreste von sakralen Bauten aus dieser Zeit. In Kirchendokumenten ist 381 ein Bischof Theodul in der Stadt Martigny bezeugt, um 400 ein Bischof Isaak von Genf, 451 ein Bischof Asinio von Chur. Die Bischofssitze von Martigny, Avenches, Augusta Raurica und Vindonissa gingen während der Völkerwanderung unter und wurden nach Sion, Lausanne, Basel und Konstanz verlegt. In Chur und Sion gelang es den Bischöfen bereits im Frühmittelalter zu lokalen Herrschern aufzusteigen.
In den von der Völkerwanderung mehr oder weniger nicht betroffenen Gebieten, in Graubünden und im Tessin, entstanden im 5. Jahrhundert zahlreiche Kirchen und einige Klöster. In der Westschweiz wurde die Christianisierung nach einer kurzen Unterbrechung durch die Burgundenkönige gefördert, die zum Beispiel die Abtei Saint-Maurice und das Kloster Romainmôtier gründeten. Als die germanischen Franken im 6. Jahrhundert die Burgunder ablösten, waren die Bewohner der Westschweiz bereits christianisiert.
In der Ostschweiz gab es zwar vereinzelte christliche Gemeinschaften aus der Römerzeit (zum Beispiel Arbon), unter den einwandernden Alamannen war jedoch der alte germanische Götterglaube verbreitet. Als die irischen Wandermönche Columban, Gallus und Fridolin im 7. Jahrhundert an den Bodensee kamen, fanden sie starken Widerstand, weil die Einwohner dort Wodan verehrten. Die ersten Kirchen auf alamannischem Gebiet waren Säckingen und die Einsiedelei von Gallus an der Steinach, die spätere Fürstabtei St. Gallen. Die Wandermönche waren jedoch in ihrer Mission recht erfolgreich, und die zahlreichen Klostergründungen im 8. Jahrhundert in der Ostschweiz (zum Beispiel St. Gallen, Disentis, Pfäfers, Einsiedeln, Luzern, Zürich) fanden in einem mehrheitlich christianisierten Land statt. Wie andernorts hielten sich jedoch heidnische Volksbräuche noch bis ins Hochmittelalter parallel zum Christentum, vereinzelt sogar bis heute.

## Dokumentationen
- Der Alpenfeldzug des Augustus. Dokumentation. ZDF, abgerufen am 3. Februar 2025 (ZDF 2024, Koproduktion von ZDF, SRF und Bilderfest, in Zusammenarbeit mit arte und ZDF STUDIOS. Ein Film von Florian Breier. Unter Mitwirkung von Hannes Flück, Lucas Schmid, Peter-Andrew Schwarz, Silvio Vass, Johanna Wolfram-Hilber, Thomas Reitmaier, Edgar Preinfalk, Stefan Kubanek, Ulises Ritterbrand, Simone Benguerel, Claudia Gerling, Livia Ruby, Matthieu J. Glardon und Martin Lory; 53 Minuten).